# Formica atra
Formica atra är en myrart som beskrevs av Friedrich von Schilling 1839. Formica atra ingår i släktet Formica och familjen myror. Inga underarter finns listade i Catalogue of Life.